# Orden Sharaf
Orden Sharaf (en azerí: Şərəf ordeni) es un premio presentado por el Presidente de la República de Azerbaiyán.

## Estatus
La orden Sharaf  fue establecida por el Decreto N.º. 248-IIIQ  del Presidente de Azerbaiyán, İlham Əliyev y ratificada por Asamblea Nacional de la República de Azerbaiyán el 16 de febrero de 2007. La orden es dada a los ciudadanos de República de Azerbaiyán, los ciudadanos extranjeros y los no ciudadanos para los servicios siguientes:
- contribuciones especiales a la República de Azerbaiyán y  a la nación;

- contribuciones en el desarrollo económico, científico, técnico, sociocultural

- contribuciones grandes  en ciencia, cultura, literatura, arte, educación y salud

La orden está clavada en el lado izquierdo del cofre. Si hay otras órdenes o medallas, debe clavar después de Orden Shohrat.

## Descripción
La orden Sharaf consiste en una estrella octogonal de oro y platina, que se une a una placa redonda. La capa inferior de plata tiene la forma de estrella de ocho puntas. En la parte posterior de la orden está grabado la palabra “Şərəf”(Honor).

## Premiados
- Arif Pashayev — сientífico de Honor de la República de Azerbaiyán
- Rasim Aliyev — arquitecto de Azerbaiyán
- Artur Rasizade — ex primer ministro de Azerbaiyán
- Süleyman Demirel — político turco
- Anar  — un escritor azerbayano
- Omar Eldarov — escultor y pintor azerbayano
- Tokay Mammadov — escultor azerbayano
- Eldar Guliyev — director de cine de Azerbaiyán
- Vaguit Alekpérov — presidente de la compañía petrolera rusa LUKoil
- Togrul Narimanbekov — artista moderno de Azerbaiyán
- Cirilo I de Moscú — decimosexto Patriarca de Moscú y toda Rusia
- Alim Qasimov — músico azerbaiyano
- Frangiz Alizade — compositora, pianista, musicóloga y pedagoga de Azerbaiyán
- Novruz Mammadov — ex primer ministro de Azerbaiyán
- Polad Bülbüloğlu — Embajador Extraordinario y Plenipotenciario de la República de Azerbaiyán en la Federación Rusa
- Ogtay Asadov — portavoz de la Asamblea Nacional de la República de Azerbaiyán